# Amphicoma splendens
Amphicoma splendens es una especie de coleóptero de la familia Glaphyridae.

## Distribución geográfica
Habita en Japón.